# Guyana hívójelkörzetei
Guyana csak részben van felosztva hívójelkörzetekre, jelenleg (2024) az ország területének egy része is vitatott hovatartozású.
Guyana számára az ITU a 8R hívójelprefixeket határozta meg.

## Guyana hívójelkörzetei[1][2][3]
| Prefix | Körzet | Hely/jelleg      |
| ------ | ------ | ---------------- |
| 8R     | *      | Guyana           |
| 8R     | 1      | Demereara        |
| 8R     | 2      | Berbice          |
| 8R     | 3      | Essequibo        |
| 8R     | 3      | Essequibo-sziget |
| 8R     | 3      | Mazaruni         |
| 8R     | 3      | Northwest        |
| 8R     | 3      | Rupununi         |

## Lajstromjel
Vízi és légi járművek lajstromjelezéséhez a 8R prefixet használják.